# ISO 20121
ISO 20121 — стандарт, устанавливающий требования к системе менеджмента устойчивости событий организации.
Стандарт ISO 20121:2012 «Системы менеджмента устойчивости событий. Требования и руководство по применению» разработан Техническим комитетом ТК 250 Международной Организации по Стандартизации (ISO, International Organization for Standardization).
В основе стандарта лежит британский стандарт BS 8901, разработанным Британским институтом стандартов BSI.
Стандарт основан на подходе PDCA, известном как цикл Деминга-Шухарта и применяемом во всех современных стандартах на системы менеджмента, например ISO 9001 (менеджмент качества), ISO 14001 (экологический менеджмент) и ISO 28000 (менеджмент безопасности в цепи поставок).
Основной причиной появления ISO 20121:2012 являются Олимпийские игры в Лондоне 2012 года.